# Tabula rasa (saggio)
Tabula rasa: Perché non è vero che gli uomini nascono tutti uguali (in inglese: The Blank Slate: The Modern Denial of Human Nature) è un bestseller dello psicologo e divulgatore scientifico Steven Pinker pubblicato nel 2002. In Italia è stato pubblicato da Mondadori nel 2006.
Nel libro l'autore dà un giudizio critico nei confronti dei modelli di tabula rasa applicati nelle scienze sociali, sostenendo che il comportamento umano è sostanzialmente modellato da adattamenti psicologici evoluti. Il libro è stato nominato per i Premi Aventis del 2003 ed è stato finalista per il Premio Pulitzer.

## Sinossi
Negli ultimi anni, secondo Pinker diverse scienze d'avanguardia hanno scoperto le basi genetiche di alcune caratteristiche comportamentali individuali, confermando così l'idea di una "natura umana" già parzialmente definita (innatismo) prima che l'ambiente esterno (anche inteso nell'accezione culturale e sociale) inizi a esercitare il proprio influsso. Tuttavia numerosi filosofi e scienziati sociali (come i teorici del comportamentismo o del costruzionismo sociale), secondo Pinker, rifiutano a priori questi risultati nel timore che la scoperta di facoltà, tendenze e differenze innate possa legittimare discriminazioni o ridurre il peso della responsabilità individuale. Attraverso un confronto critico con alcune teorie ancor oggi radicate – come quella della tabula rasa – Pinker spiega come sia proprio la comune e peculiare "qualità" della specie umana, fondata sull'attività fisiologica del cervello, a rendere possibile la libertà di scelta. In queste pagine affronta quindi temi "scomodi" come le differenze psicobiologiche fra uomini e donne o le componenti genetiche della violenza, dell'intelligenza e dei sentimenti. Attraverso numerosi e solidi dati storico-scientifici, Pinker dimostra che il ragionevole e obiettivo riconoscimento dell'identità dell'uomo come frutto - anche parzialmente - di un'evoluzione biologica, sulla base delle moderne conoscenze nell'ambito della psicologia evoluzionista, non è un'ipotesi socialmente pericolosa, come credono alcuni sociologi, ma al contrario può essere l'indispensabile completamento delle grandi intuizioni che hanno avuto in passato ambiti eterogenei come l'arte e la filosofia.

## Contenuto
Pinker sostiene che la scienza moderna, soprattutto con le sue attuali conoscenze sull'evoluzione e sulla genetica, ha sfidato e smantellato tre «dogmi collegati [tra loro]» che costituiscono la visione dominante della natura umana nella vita intellettuale:
- la tabula rasa (empirismo): l'assunto secondo cui la mente non abbia tratti innati, in altre parole l'idea che il cervello sia una lavagna bianca su cui l'ambiente esterno scrive tutto (e dunque i geni non avrebbero nessuna influenza sul cervello e sulla mente umana);
- il buon selvaggio (romanticismo): l'assunto secondo cui le persone nascono buone e che vengano poi corrotte dalla società, di conseguenza le società a basso livello tecnologico diventano modelli virtuosi di etica e pacifismo;
- lo spettro della macchina: l'assunto secondo cui ognuno di noi ha un'anima/spirito che fa scelte totalmente libere, arbitrarie e senza il minimo condizionamento da parte dell'assetto biologico (libero arbitrio).[1]

Le «idee inedite» della scienza che hanno smantellato questi tre dogmi, gettando dei ponti tra il mondo biologico e quello culturale sono quattro secondo Pinker:
- La scienza cognitiva, le cui posizioni «rivoluzionarie» vengono riassunte in cinque punti nodali, ovvero: 
  - «il mondo mentale può essere radicato nel mondo fisico tramite i concetti di informazione, computazione e feedback»;[2]
  - la tabula rasa non spiega l’apprendimento, mentre è necessario spiegare come la mente riconosca e associ segni e rifletta su di essi; sulla questione Pinker ammette la radicalità delle posizioni all’interno del cognitivismo, con da un lato Noam Chomsky e Jerry Fodor che ritengono innati praticamente tutti i concetti e dall’altro i connessionisti come David Rumelhart e James McClelland che ritengono impossibile una tabula totalmente rasa poiché «in effetti tutti i modelli connessionistici fanno necessariamente delle ipotesi, che vanno viste come vincoli innati»;[3]
  - «da un numero finito di programmi combinatori nella mente può essere generata una gamma di comportamenti infinita»;[3]
  - «a variazioni superficiali fra una cultura e l’altra possono essere sottesi meccanismi mentali universali»;[4]
  - «la mente è un sistema complesso composto da molte parti interagenti»,[5] i moduli computazionali generativi universali. Per Pinker, dunque, la «flessibilità» dell’uomo sta nel suo essere «programmato» per generare una serie potenzialmente infinita di pensieri e comportamenti che possono variare, con una certa libertà, in base all'ambiente e alla cultura, ma con una struttura di regole di fondo delineate.
- Le neuroscienze cognitive, che hanno mostrato come neppure il cervello sia una tabula rasa: «l’anatomia globale del cervello [...] è in gran parte modellata dai geni nel normale sviluppo prenatale».[6]
- La genetica del comportamento, che con esperimenti sui gemelli monozigotici (anche quelli cresciuti separatamente) e quelli «virtuali» (cioè bambini adottati ma cresciuti insieme nello stesso ambiente) ha mostrato come varie differenze mentali e comportamentali possano derivare da differenze genetiche piuttosto che ambientali.
- La psicologia evoluzionista, che spiega come la mente – lungi dall'essere una tabula rasa – è invece frutto della selezione naturale e della competizione darwiniana, escludendo così la possibilità di una mente totalmente «malleabile» dall'ambiente e dai competitori, come vorrebbero far credere i costruzionisti sociali; Pinker inoltre nota che «aveva ragione Hobbes e Rousseau aveva torto»[7] sul pacifismo dei selvaggi. La scienza ha praticamente dimostrato l'inconsistenza del mito del buon selvaggio: numerosi studi, arguisce Pinker, affermano infatti che le società ancestrali prestatuali presentavano tassi di aggressività, di violenza e di guerre intestine molto superiori a quelli dei moderni stati europei e americani.

Le ultime sfide della teoria, ormai delineatasi, di una «natura umana complessa» sono tre per Pinker: il Progetto genoma umano, i modelli computerizzati di reti neurali a base cognitivista, e gli studi sulla plasticità neurale. Per quanto riguarda il Progetto genoma, il fatto che il numero di geni del DNA umano (34.000) sembri essere relativamente inferiore alle aspettative secondo Pinker non ha alcuna importanza dato che la complessità di un organismo non è assolutamente legata al numero di geni quanto piuttosto alle interazioni tra di essi (bisogna inoltre considerare, per Pinker, che ogni gene produce parecchie proteine e che viene contato solo il 3% del genoma umano, cioè la parte che codifica proteine, ma è stato dimostrato che anche la parte non codificante di DNA, il 97%, ha ruoli sconosciuti eppure importanti nell'ontogenesi). Relativamente ai modelli computerizzati di reti neurali, i limiti del connessionismo sono evidenti: principi logici come composizionalità, quantificazione, ricorsività e ragionamento categoriale, oltre la distinzione tra classe e individuo, risultano di banale applicazione per un uomo, ma estremamente ardua per i circuiti definiti «d'apprendimento». Per quanto concerne infine gli studi sulla plasticità neurale, si tratta in realtà della capacità fisica dell'organismo di apprendere e svilupparsi e non della plasmabilità del cervello sotto la pressione dell’esperienza; si è scoperto, al contrario, che varie parti del cervello riescono ad organizzarsi senza alcuna informazione da parte dei sensi.

### La resistenza a negare latabula rasa
Gran parte del libro è dedicata all'esame delle paure delle conseguenze sociali e politiche dovute allo smantellamento della visione della natura umana come tabula rasa, motivo per cui molti intellettuali e accademici (spesso di sinistra) continuano ancora oggi a rifiutarle nonostante la mole di evidenze scientifiche:
- la paura delle disuguaglianze;
- la paura dell'imperfezione;
- la paura del determinismo;
- la paura del nichilismo.

Pinker sostiene che queste paure sono dei non sequitur logici, e afferma che la visione della natura umana come tabula rasa sarebbe in realtà una minaccia ancora maggiore se si rivelasse vera. Egli sostiene infatti che la tabula rasa sia in realtà incoerente con l'opposizione a molti mali sociali, dal momento che se la mente fosse una "lavagna vuota" potrebbe essere potenzialmente condizionata anche ad essere oppressiva o moralmente degradante.
Pinker comunque nega che il principio dell’uguaglianza come ideale morale e politico possa essere derivato dall'affermazione aprioristica che gli esseri umani siano biologicamente identici per natura. Basta distinguere, arguisce Pinker, tra le affermazioni in ambito etico/morale e quelle in ambito biologico/epistemologico. Si può benissimo sostenere che gli esseri umani siano disuguali per natura (affermazione empirica), ed insieme affermare un principio morale di uguaglianza come parità dei diritti (affermazione morale); allo stesso modo, una differenza innata di talenti individuali non comporta secondo Pinker il darwinismo sociale. Anche il progresso morale non richiede che la mente umana debba per forza essere "biologicamente" libera da impulsi egoistici e/o violenti, ma si può benissimo contrastare tali impulsi anche se l'origine di questi fosse esclusivamente biologica e non socioculturale. Allo stesso modo la responsabilità individuale non richiede che il comportamento sia per forza non motivato biologicamente, ma solo che risponda ad elogi e biasimi; e il significato nella vita non richiede che il processo che ha dato forma al cervello debba avere una teleologia (uno scopo), ma solo che il cervello stesso debba avere scopi. Pinker sostiene in definitiva che fondare i valori morali sulla tabula rasa, equivale a far derivare la morale da un'affermazione biologica soggetta a falsificazione scientifica, e perciò apre alla possibilità che questi valori siano rovesciati dalle scoperte empiriche contrarie a tale affermazione; e ciò è problematico oltre che sbagliato, perché secondo Pinker ormai le moderne conoscenze hanno praticamente falsificato il modello della tabula rasa. 
Pinker critica alcuni scienziati di estrema sinistra che, a suo giudizio, continuano a propagandare il modello teorico della tabula rasa per paura che eventuali argomentazioni scientifiche su ineguaglianze di origine genetica tra le persone (in interessi, abilità cognitive e personalità) possano giustificare politiche autoritarie di destra. «Un numero sorprendente di intellettuali, in particolare di sinistra – scrive Pinker – negano che esistano talenti innati, in special modo l'intelligenza». Tra gli scienziati criticati da Pinker ci sono Stephen Jay Gould, Richard Lewontin, Steven Rose e altri che vengono definiti «scienziati radicali», la cui posizione sulla natura umana è influenzata dalle loro posizioni politico-ideologiche piuttosto che dalla scienza. Secondo Pinker questi scienziati accusano ingiustamente di riduzionismo e determinismo studiosi come E. O. Wilson e Richard Dawkins, solo per aver gettato un ponte tra genetica e empirismo che spieghi le ineguaglianze in termini genetici. 
Secondo Pinker, le argomentazioni scientifiche sulle disuguaglianze di origine evolutiva e genetica (tra singoli individui, così come tra i sessi e in media anche tra le varie etnie umane) non supportano necessariamente politiche autoritarie di destra. Pinker scrive che se tutti fossero uguali per quanto riguarda le abilità, si potrebbe sostenere che basterebbe dare a tutti pari opportunità per avere esiti identici. D'altra parte, se alcune persone avessero più capacità innate in determinati ambiti, allora questo potrebbe essere preso come supporto per politiche di ridistribuzione a coloro che hanno meno capacità innate. Inoltre, il laissez-faire economico si basa sull'assunto dell'esistenza degli "attori razionali" (ovvero individui che razionalmente elaborano strategie utili esclusivamente a massimizzare il profitto), mentre la psicologia evoluzionista suggerisce che le persone hanno molti obiettivi e comportamenti diversi che non si adattano perfettamente alla teoria dell'attore razionale, e che perciò in parte la falsificano. L'aumento degli standard di vita, anche per i poveri, è spesso usato dalle destre come argomento secondo cui la disuguaglianza non deve essere ridotta, mentre la psicologia evoluzionista può suggerire che uno status basso, a parte le ovvie considerazioni materiali, è in genere altamente stressante a livello psicologico e può causare comportamenti pericolosi e disperati; perciò le conclusioni psico-evolutive possono portare a sostenere una società che riduca le disuguaglianze. Infine, le spiegazioni evolutive possono anche aiutare la sinistra a creare politiche che abbiano maggiore sostegno pubblico, suggerendo ad esempio che è il senso di equità delle persone (causato da meccanismi come l'altruismo reciproco) – piuttosto che l'avidità – ad essere una delle cause primarie di opposizione alle politiche di welfare, soprattutto se non c'è non una distinzione netta nelle proposte tra ciò che viene percepito come meritevole o come immeritevole di aiuti.
Pinker prende in esame, alla luce delle nuove conoscenze, molti problemi ritenuti «scottanti», tra i quali: la politica, la violenza, i generi sessuali, i figli e le arti. Le ricerche in atto in ambito psicologico paiono confermare infatti, ad esempio, che «essere di destra» o «essere di sinistra» siano possibilità genetiche, o meglio che certe peculiarità caratteriali innate conducano poi ad aumentare la probabilità di schierarsi politicamente da una parte o dall’altra, e tendenzialmente a vedere la vita – in quasi ogni suo aspetto – «da conservatori o riformisti». Nonostante ciò, secondo Pinker, è attualmente necessario che ogni fazione politica riconosca l'emergente teoria della «natura umana complessa» come basilare. 
Secondo Pinker inoltre le moderne conoscenze ribaltano il celebre aforisma di José Ortega y Gasset secondo cui «la guerra non è un istinto, ma un'invenzione», a favore della concezione hobbesiana in cui «la dinamica della violenza si sviluppa dalle interazioni fra agenti razionali mossi da interesse personale» suggerendo che tendenze violente innate possano essere spiegate almeno parzialmente anche in termini genetici. 
Pinker inoltre intende mostrare come sia possibile conciliare «la possibilità che uomini e donne non siano psicologicamente identici», ovvietà biologica, con un autentico femminismo che non tema la diversità biologica tra i sessi e che non diventi uno sterile movimento accademico. Egli critica inoltre il paradigma femminista della cultura dello stupro perché esso non tiene conto della mole di evidenze scientifiche che dimostrano come lo stupro e le altre tipologie di violenza sessuale siano biologicamente correlate al desiderio sessuale. Pinker denuncia altresì la tendenza da parte di molti psicologi a dimenticarsi, volutamente o meno, delle «tre leggi della genetica del comportamento» secondo cui:
1. «ogni tratto comportamentale umano è ereditabile»;
2. «l’effetto di crescere nella stessa famiglia è minore dell’effetto dei geni»;
3. «gli effetti dei geni o della famiglia non rendono conto di buona parte della variazione nei tratti comportamentali umani complessi».

Secondo Pinker, «la socializzazione dei bambini, l’acquisizione da parte loro dei valori e delle competenze della cultura, [avviene] nei gruppi di coetanei, non in famiglia», non trascurando – come avviene spesso – il peso del puro caso in tali processi. Affrontando inoltre il tema dell'arte, Pinker accusa il postmodernismo di aver allontanato le forme artistiche dai sensi, loro luogo naturale, avvicinandole a categorie stranianti e del tutto innaturali – come il brutto o l’astratto – trascurando in tal modo aspetti evolutivi dell’arte tra cui: capacità tecnica e di giudizio, attenzione, immaginazione, imitazione e «brama di status» secondo una psicologia del prestigio, «con il suo apprezzamento del raro, del sontuoso, del virtuosistico e dello stupefacente».
Pinker accusa infine la tabula rasa di essere un'«astrazione teorica contro la vita, contro l’uomo», e riassume la propria tesi attraverso vari brani letterari, aforismi e citazioni di personalità artistiche e letterarie, tra cui George Bernard Shaw, Emily Dickinson, Mark Twain e Kurt Vonnegut.
Pinker offre anche diversi esempi dei danni e delle storture causate dalla credenza in una tabula rasa della natura umana:
- ingegneria sociale totalitaria: se la mente umana fosse una lavagna vuota completamente formata dall'ambiente e dal contesto sociale, allora si potrebbe pensare che il controllo spietato e totale di ogni aspetto dell'ambiente e del contesto sociale creerebbe menti perfettamente identiche;
- inappropriata o eccessiva colpevolizzazione dei genitori: in quanto se i figli si dimostrassero problematici, si potrebbe presumere che ciò sia interamente causato dall'ambiente esterno (e non che possa avere cause genetiche). Dunque le eventuali colpe dei figli potrebbero essere insensibilmente attribuite soprattutto ad una educazione inefficace da parte dei genitori;
- il rilascio di pericolosi psicopatici che tornano rapidamente a commettere nuovi crimini;
- la costruzione di complessi e squallidi caseggiati in base alla presunzione che le preferenze abitative e ambientali delle persone siano superficiali e causate solo culturalmente;
- la persecuzione e persino l'omicidio di massa delle persone di successo che si presume abbiano acquisito tale successo ingiustamente nei confronti degli altri (in quanto motivazioni innate per spiegare il successo non sarebbero giudicate realistiche). Ciò include non solo gli individui ma interi gruppi di successo che si presume abbiano avuto successo ingiustamente e/o sfruttando altri gruppi. Esempi includono gli ebrei nella Germania nazista durante l'Olocausto; i kulak nell'Unione Sovietica; gli insegnanti e i contadini "ricchi" nella rivoluzione culturale in Cina; gli abitanti delle città e gli intellettuali sotto il Khmer Rouge.

## Recensioni
Lo psicologo David Buss dichiarò: «Questo potrebbe essere il libro più importante finora pubblicato nel XXI secolo». Inoltre, lo psicologo David P. Barash scrisse: «Il pensiero e la scrittura di Pinker sono di prim'ordine [...] forse anche meglio di così».
Il biologo evoluzionista Richard Dawkins affermò: «Tabula rasa è [...] un lavoro elegante, non dirò che è meglio di The Language Instinct o How the Mind Works, ma è certamente altrettanto buono, il che è un complimento di per sé molto elevato».
Il filosofo Daniel Dennett scrisse: «[Pinker] guada risolutamente nella rassicurante oscurità che circonda questi argomenti non del tutto proibiti e in modo calmo, lucidamente, ordina i fatti per fondare le sue affermazioni darwiniane "sovversive" – sovversive non delle cose che riteniamo opportune, ma relativamente agli strati di falsa protezione della disinformazione che li circonda».